# 初等教育
初等教育（しょとうきょういく）は、通常5-7歳から開始される段階の教育であり、ISCEDではレベル1に分類され、大抵6年間である。
これはISCEDレベル0の就学前教育（幼稚園や認定こども園など）の後に続く課程であり、言語の読解・綴字（識字）、基礎計算などの人間の社会生活能力の育成が重要視され、大部分の国で義務教育・無償教育となっている。
国際連合のミレニアム開発目標においては、「(2A) 2015年までに、全ての子どもが男女の区別なく初等教育の全課程を修了できるようにする」と合意されている。

## 各国の初等教育
- オランダ - basisschool（英：Basic school）。5歳から開始される8年間の小中一貫教育。
- 台湾 - 国民小学
- ドイツ - 基礎学校（Grundschule）
- 日本 - 6年間
  - 小学校
  - 義務教育学校の前期課程（2016年〔平成28年〕4月1日から施行）
  - 特別支援学校の小学部
- フランス - エコール・プリメール（école primaire）。5年間。
- ポーランド - シコワ・ポドゥスタヴォーヴァ (szkoła podstawowa)。6年間。